# لويس ريفيس
لويس ريفيس (بالإنجليزية: Lois Reeves)‏ هي مغنية أمريكية، ولدت في 12 أبريل 1948 في ديترويت في الولايات المتحدة.

## وصلات خارجية
- لويس ريفيس على موقع الموسوعة البريطانية (الإنجليزية)
- لويس ريفيس على موقع ميوزك برينز (الإنجليزية)
- لويس ريفيس على موقع ديسكوغز (الإنجليزية)